# Palaeomymar senonicus
Palaeomymar senonicus är en stekelart som beskrevs av Mikhail Vasilievich Kozlov och Alexandr Rasnitsyn 1979. Palaeomymar senonicus ingår i släktet Palaeomymar och familjen bälgnacksteklar. Inga underarter finns listade i Catalogue of Life.